# Rue Josaphat
Pour les articles homonymes, voir Josaphat.
La rue Josaphat (en néerlandais : Josaphatstraat) est une rue bruxelloise qui commence sur la commune de Saint-Josse-ten-Noode rue du Moulin et qui se termine sur la commune de Schaerbeek avenue Louis Bertrand en passant par la rue de l'Abondance, la rue de la Limite, la rue Philomène, la rue Van Dyck, la rue L'Olivier, la rue Geefs, la rue Thiéfry, la rue Seutin, l'avenue Rogier, la rue de Robiano, la rue Vifquin, la rue de l'Est et se prolonge par la rue Joseph Brand.
La numérotation des habitations va de 1 à 277 pour le côté impair, et de 2 à 340 pour le côté pair.
La rue porte le nom d'un parc tout proche, le parc Josaphat,.

## Adresses notables
à Saint-Josse-ten-Noode :
- nos 15-17 : Établissement des Dames auxiliatrices

à Schaerbeek :

- no 39 : Mosquée blanche (turque), dans une ancienne salle de cinéma fermée fin 1969[3], première mosquée schaerbeekoise[réf. nécessaire].
- nos 117-119 : Parc Rasquinet
- no 174 : asbl Rasquinet
- no 229 : École Josaphat, bâtiment classé par arrêté royal le 2 avril 1999
- no 253 : La Maison des Femmes de Schaerbeek

## La Maison des Femmes
Le no 253 de la rue Josaphat fait partie du patrimoine communal. Situé dans un quartier à population multiculturelle, l'immeuble abrite depuis le 22 avril 2010, à la fois des logements sociaux et un espace communautaire de cohésion sociale destiné aux femmes. Cet espace dit la Maison des Femmes de Schaerbeek accueille des réunions, des formations et ateliers divers, cours d'alphabétisation, de couture, etc., des permanences sociales, fêtes, spectacles, conférences ... destinées aux femmes de toute origine géographique, culturelle et sociale. La princesse Mathilde a rendu honneur aux activités de la Maison des Femmes le 23 février 2012 dans le cadre de la journée internationale de la femme.

## Parc Rasquinet
Localisation : 50° 51′ 34″ N, 4° 22′ 26″ E

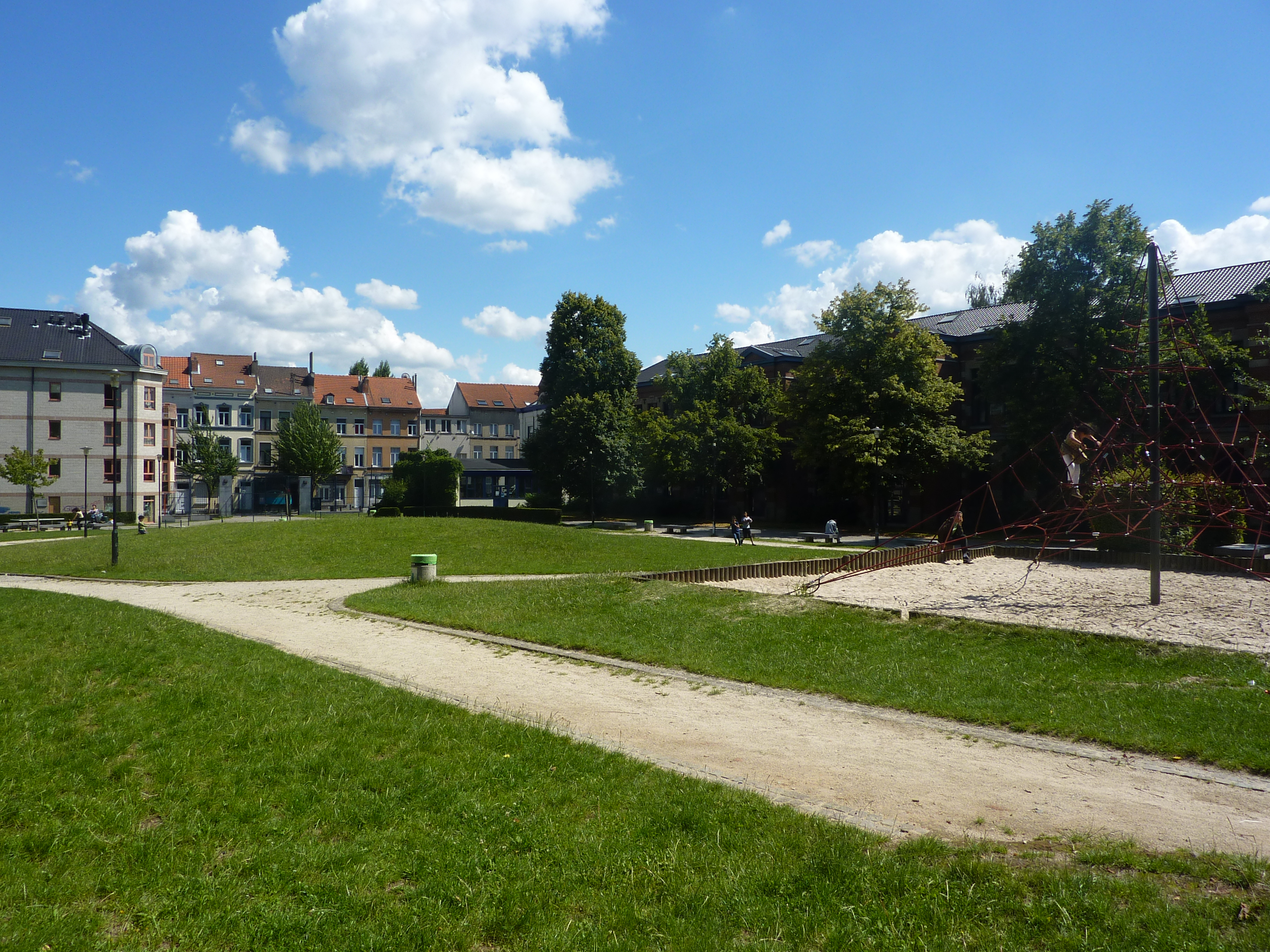
Le parc Rasquinet

Le parc Rasquinet est un espace vert polyvalent de 40 ares (terrain multisports, bac à sable, jeux pour enfants) qui a été inauguré le 19 juin 1999.
Il est situé sur l'ancien site de l'usine familiale Rasquinet (fabrication de pédales de vélos) qui a fait faillite en 1968.